# Rape and revenge
Rape and revenge (em português: 'Estupro e vingança') é um subgênero cinematográfico, que é afiliado ao exploitation, ao terror ou ao thriller, que foi particularmente popular na década de 1970. Esses filmes geralmente seguem a mesma estrutura de três atos:
- Ato I: Uma personagem é estuprada/estuprada em grupo, torturada, e/ou deixada para morrer.
- Ato II: A personagem sobrevive e/ou reabilita-se.
- Ato III: A personagem se vinga e/ou mata o(s) seu(s) estuprador(es).

Em alguns casos, a personagem fica incapacitada ou é morta no final do primeiro ato e a "vingança" é realizada pela sua família, como em I Saw The Devil, o original The Last House on the Left e The House of the Spirits.
O gênero tem atraído a atenção da crítica. . Grande parte dessa atenção crítica vem de críticas feministas que examinam as políticas complexas envolvidas no gênero e seu impacto sobre o cinema em geral. Mais recentemente, uma ampla análise e conceito do gênero estupro-vingança foi publicada em Rape-Revenge Films: A Critical Study, por Alexandra Heller-Nicholas. O livro argumenta contra uma noção simplista do termo "estupro-vingança" e sugere uma abordagem distinta para cada filme, a fim de evitar filmes generalizando o que poderia "não divergir sobre o tratamento de agressão sexual, tanto quanto o fazem em conta a moralidade do ato de vingança."